# Temple mormon de Denver
Le temple mormon de Denver est un temple de l’Église de Jésus-Christ des saints des derniers jours situé à Denver, dans l’État du Colorado, aux États-Unis. Il a été inauguré le 24 octobre 1986.